# Badener Hütte
Die Badener Hütte (auch: Badner Hütte bzw. Badnerhütte) ist eine Schutzhütte der Sektion Baden des ÖAV. Sie liegt auf 2608 m ü. A. Höhe in der östlichen Venedigergruppe in Österreich am Frosnitzkees.

## Geschichte

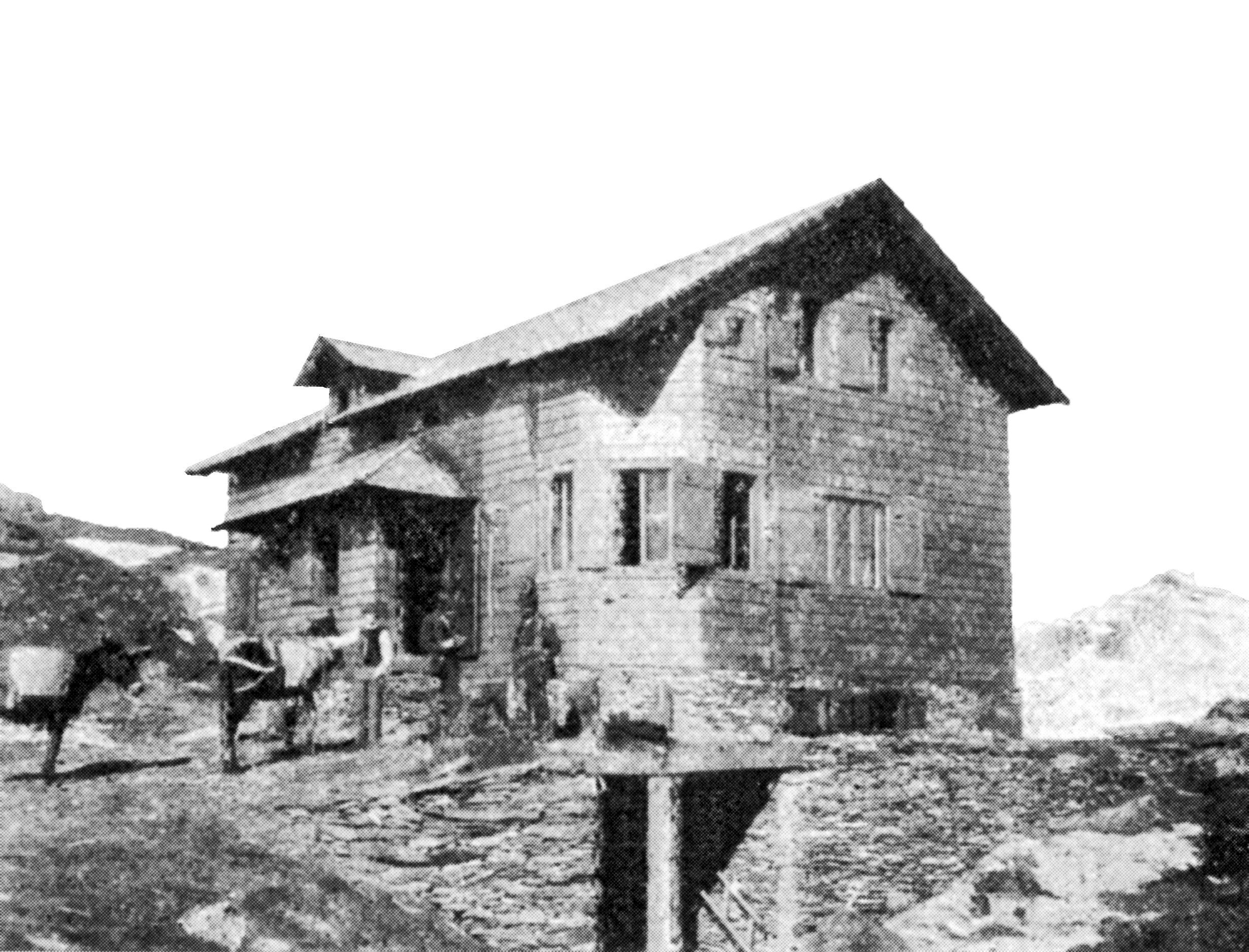
Badener Hütte, 1912

Der Bau der Hütte geht zurück auf eine von Ralf Malcher (1880–1957), Mitbegründer der am 3. Februar 1905 wieder ins Leben gerufenen Sektion Baden (bei Wien) des Deutschen und Österreichischen Alpenvereins (DuOeAV) und kommender erster Hüttenwart, im Jahr 1908 gesetzten Initiative, in deren Folge 1910 der Hüttenrohbau von einem Bauunternehmen an dessen Lagerplatz in Mödling ausgeführt wurde. Ein Jahr später wurde das Bauwerk an seinen heutigen Standplatz transferiert, am 11. Oktober 1911 fertiggestellt, am 1. Juli 1912 eröffnet und (zu Beginn eines dreitägigen Festbetriebs) am 5. August 1912 eingeweiht. Am 4. August 1914 wurde die Bewirtschaftung kriegsbedingt bis auf Weiteres eingestellt. Nach der militärischen Sperre, 1915, wurde in der Hütte wiederholt eingebrochen; die Wege im Hüttengebiet waren teilweise verfallen. 1926 offerierte die unbewirtschaftete Badener Hütte zehn Matratzenlager. 1927 wurde die Liegenschaft lastenfrei.
1950 ging die Sektion Baden des Deutschen Alpenvereins (DAV) in den Zweig Baden des Österreichischen Alpenvereins (ÖAV) über. 1970/71 wurde (für die Unterbringung von bis zu acht Personen) die Winterhütte errichtet; 1982/83 wurden vom Haupthaus etliche Zu- und Anbauten entfernt und durch einen großzügigen, dem Gesamtbild zuträglicheren Vorbau ersetzt. Zwischen 1995 und 1998 wurde der Gastraum sukzessive vergrößert, die Trinkwasserversorgung den Behördenauflagen gemäß neu gebaut und ein Kleinkraftwerk für die Stromversorgung geschaffen; 1999 folgte eine Kleinabwasserbeseitigungsanlage.
Die Schutzhütte der Kategorie I wird von Ende Juni bis Mitte September bewirtschaftet. Außerhalb der Bewirtschaftungszeit der Hütte steht ein Winterraum zur Verfügung, der immer geöffnet ist. Ein AV-Schlüssel ist nicht notwendig.

## Zustiege
- Gruben (1164 m) bei Matrei in Osttirol ist mit PKW und Linienbussen über die Felbertauernstraße erreichbar. Von dort durch das Froßnitztal in 5 Stunden Gehzeit zur Hütte.
- Vom Matreier Tauernhaus (1512 m) durch das Gschlößtal zum Löbbentörl (2770 m) und dann Abstieg zur Hütte. Gehzeit 6 Stunden.

Zustieg zur Badener Hütte vom Frosnitztal

## Touren
Von der Badener Hütte sind die folgenden Übergänge zu anderen Schutzhäusern möglich:
- Zur Bonn-Matreier Hütte über den Venediger Höhenweg und die Galtenscharte (2884 m) in 4–5 Stunden. Bei Vereisung oder Schnee ist der Übergang heikel oder nicht möglich.
- Zum Defreggerhaus über das Frossnitztörl (3114 m) in 3–5 Stunden (Gletschertour).
- Über das Löbbentörl und den Venediger Höhenweg zur Neuen Prager Hütte in 3–4 Stunden.
- Zur Neuen Fürther Hütte über das Löbbentörl und das Sandebentörl (2753 m) in 6–8 Stunden.

Außerdem sind unter anderem die folgenden Gipfeltouren möglich:
- Auf die Kristallwand (3310 m) in 3½ Stunden über das Frosnitzkees oder über den Südostgrat ohne Gletscherkontakt.
- Auf den Großvenediger (3657 m) in 5–6 Stunden. Gletschertour über Frosnitz- und Schlatenkees.
- Auf den Wildenkogel (3021 m) über das Löbbentörl in 4 Stunden.